# Сноу Хил (Северна Каролина)
Сноу Хил (енгл. Snow Hill) град је у америчкој савезној држави Северна Каролина.

## Демографија
По попису из 2010. године број становника је 1.595, што је 81 (5,4%) становника више него 2000. године.
| Група             | 2000.       | 2010.       |
| Белци             | 708 (46,8%) | 579 (36,3%) |
| Афроамериканци    | 739 (48,8%) | 844 (52,9%) |
| Азијати           | 1 (0,1%)    | 18 (1,1%)   |
| Хиспаноамериканци | 50 (3,3%)   | 138 (8,7%)  |
| Укупно            | 1.514       | 1.595       |